# Як-11
Як-11 (по классификации НАТО: Moose) — советский учебно-тренировочный истребитель.
Использовался странами социалистического лагеря с 1947 по 1962 годы. Самолёт в своем классе установил ряд мировых рекордов по скорости.

## История
Обучение летчиков во время Второй Мировой войны проходило на самолетах У-2, УТИ-4, но они устарели и были непригодны для тренировок стрельбы по воздушным мишеням. Иногда для тренировок использовали боевые истребители Як-9, Як-7 и Ла-7, но обучать пилотов на этих самолетах было слишком дорого.
Учебно-тренировочный истребитель решили создавать на базе экспериментальной модификации истребителя Як-3 с двигателем воздушного охлаждения АШ-82ФН, первый полёт которого состоялся 29 апреля 1945 г. на Центральном аэродроме Москвы. В ходе заводских испытаний удалось достичь скорости 682 км/ч на высоте 6000 м. Время набора высоты 5000 м составило 3,9 минуты. Однако, несмотря на высокие лётные характеристики, машина в серию не пошла. Окончательный облик самолет обрёл в мае 1946 года, когда заказчик остановил свой выбор на двухместной машине с с двигателем АШ-21 мощностью 700 л. с. В октябре 1946 года на его основе создается учебно-тренировочный самолет (УТС) под наименованием Як-3У, впоследствии получивший обозначение Як-11. На самолёт установили однорядный звездообразный двигатель АШ-21 и дополнительное место для второго пилота. 
Самолет был протестирован несколькими опытными летчиками, после чего был передан на государственные испытания. Испытания были успешно проведены, после чего самолет был передан в серийное производство. Вместе с тем был обнаружен ряд неприятных дефектов. К весне 1948 года ОКБ А.С. Яковлева представило новый вариант самолета с улучшенным прицелом и фотопулеметом.
Производился на саратовском авиационном заводе № 292. Проходил испытания в Качинском авиационном училище, где получил следующую характеристику:

Курсанты технику пилотирования самолёта Як-11 осваивают удовлетворительно… Несмотря на целый ряд недостатков, самолёт Як-11 всё же является современным переходным самолётом с современным оборудованием, наиболее подходящим по технике пилотирования к современным самолётам с ВМГ, и в настоящее время крайне необходим для школ ВВС… Самолёт Як-11 соответствует современным требованиям переходного самолёта и может быть использован для обучения курсантов в истребительных училищах, а также для обучения молодых лётчиков в строевых частях ВВС.

Производство самолёта в Саратове было завершено в 1949 году в связи с переходом завода на выпуск истребителя Ла-15. Всего на саратовском заводе было выпущено 1706 машин. С ноября 1949 года выпуск начался в Ленинграде на заводе № 272, где продолжался до 1955 года. Здесь было построено 1753 машины.
Оценивая самолёт, дважды Герой Советского Союза маршал авиации Е. Я. Савицкий писал:

Именно Як-11 позволил нам, не выжидая лучших времён, начать в широком масштабе переучивание лётчиков на полёты по приборам. Самолёт этот, на мой взгляд, вполне заслужил, чтобы поставить его на постамент в качестве памятника.

## Конструкция
Як-11 — двухместный, одномоторный, учебно-тренировочный истребитель — моноплан цельнометаллической конструкции с низкорасположенным крылом.
Крыло — двухлонжеронное, обшивка металлическая. Балки крыльев были изначально деревянными, покрытые листовым металлом, а затем заменены металлическими лонжеронами. Амортизационные стойки и колеса шасси, в убранном положении размещаются в вырезах в передней кромке крыла. Вырезы образуются лонжероном, выгнутым по контуру деталей шасси и нервюрами, входящими в силовую схему крыла.
Механизация крыла — элероны имели металлический каркас и полотняную обшивку. Посадочные щитки металлические, клепанной конструкции.
Фюзеляж — смешанной конструкции, силовой набор состоит из четырех лонжеронов и одиннадцати шпангоутов-рам. На первом шпангоуте, при помощи четырех узлов, крепится моторама. Моторама представляет собой, сваренную из стальных труб ферму и кольца, к которому крепится двигатель. Двигатель закрыт капотом, который имеет боковые люки с управляемыми жалюзи, которые регулируют охлаждение воздухом, приоткрывая створки. За капотом расположены кабины курсанта и инструктора. Кабины располагаются друг за другом. Первой считается кабина курсанта. Здесь находится приборная доска, на которой расположены приборы для контроля за полетом и навигационное оборудование. Вторая кабина — для инструктора, оборудование и органы управления в ней продублированы.
Хвостовое оперение — оперение по конструкции аналогично крылу. Рули высоты и руль поворота имеют металлический каркас обшитый полотном. Рули высоты оснащены триммером. На задней кромке руля направления установлен флеттнер.
Шасси — трехопорное с хвостовым колесом. Основные стойки убираются в ниши крыла по направлению к оси самолета, а хвостовое колесо выполнено неубирающимся. Амортизация основных стоек масляно-пневматическая. Колеса основных стоек имеют тормозной барабан. Механизм уборки и выпуска шасси, а также колесные тормоза действуют от пневмосистемы, которая состоит из компрессора и двух баллонов со сжатым воздухом.

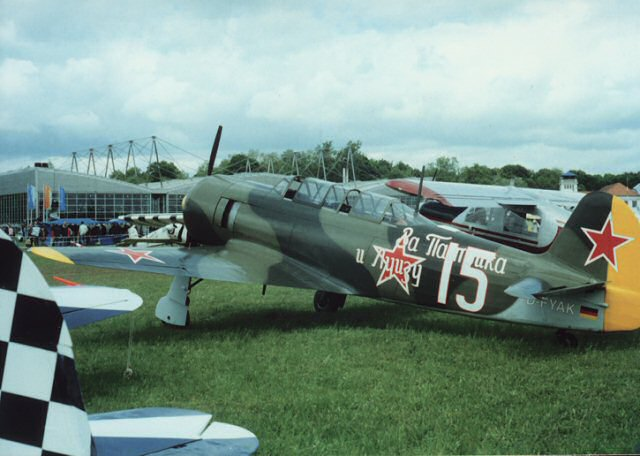
Let C-11 в военной окраске

Силовая установка — семицилиндровый, однорядный, звездообразный двигатель воздушного охлаждения АШ-21, мощностью 700 л. с. Воздушный винт — ВИШ 111-Д-15 двухлопастный, металлический, с изменяемым шагом, с автоматом постоянных оборотов Р-7Е. Диаметр винта 3,0 м. Втулка винта закрыта коком. Двигатель вращает винт через понижающий редуктор.
Два топливных бака расположены в консолях крыла и имеют емкость по 173 л каждый. В фюзеляже находится расходный бак емкостью 13,5 л. Маслосистема состоит из маслобака на 35 л, размещённого между двигателем и кабиной, маслорадиатора и суфлерного бачка. Запуск двигателя производится встроенным пневмостартером.
Управление мотором, приборы для контроля за его работой и аэронавигационное оборудование расположены на приборных досках и боковых панелях передней кабины, которая является кабиной ученика. В задней, инструкторской кабине, дублировано основное управление самолётом и мотором. Связь с землей и с другими самолётами обеспечивается ультракоротковолновой радиостанцией РСИУ-ЗМ, пользоваться которой можно как из передней, так и из задней кабины.
Вооружение — один крупнокалиберный синхронный пулемет для обучения воздушной стрельбе и подкрыльевые подвески для двух бомб массой до 50 кг для обучения бомбометанию.

## Эксплуатация
Як-11 прослужили в советских ВВС в качестве самолетов для углубленной летной и стрелковой подготовки до 1963 года, когда их окончательно сменили реактивные учебно-тренировочные самолеты. Помимо военных училищ Як-11 активно использовались в аэроклубах ДОСААФ как спортивно-пилотажные машины, вооружение и стрелковые прицелы на этих самолетах были демонтированы. В аэроклубах эти самолеты использовались до начала 1970-х годов.
За время серийной постройки было изготовлено более 4000 самолетов. С 1952 по 1956 год самолет выпускался в Чехословакии под названием С-11, всего было построено 707 самолетов. Як-11 и его чешская копия С-11 активно поставлялись на экспорт. Их можно было увидеть на аэродромах Австрии, Албании, Алжира, Афганистана, Болгарии, Вьетнама, Венгрии, Гвинеи, ГДР, Египта, Ирака, Йемена, Монголии, Польши, Румынии, Сирии, КНР и КНДР. Дольше всех самолеты прослужили в Монголии — там их списали в 1985 году.
Несмотря на то, что самолёт был создан уже после окончания Великой Отечественной войны, поучаствовать в боевых операция ему всё же довелось. Уже в ГДР он использовался для борьбы с агитационными аэростатами.

## Модификации[1]
За время эксплуатации Як-11 было создано шесть модификаций.
| Название модели          | Краткие характеристики, отличия |
| ------------------------ | --- |
| Як-11А                   | Проект одноместного пилотажного самолета. Главное отличие — одноместная кабина на месте ученической. Проект не был реализован. |
| Як-11 Буксировщик мишени | Буксировщик мишеней-конусов. Под фюзеляжем устанавливалась лебедка, к которой пристыковывался конус с амортизатором, длина троса 350 м. В 1950 году система была принята на вооружение. |
| Як-11 ВКП                | Воздушный командный пункт для управления беспилотными самолетами-мишенями МиГ-15М, МиГ-19М,Ту-16М. В кабине оборудовано рабочее место оператора, который осуществлял дистанционное управление мишенью на этапе взлета, после чего управление передавалось наземному командному пункту.                                               |
| Як-11 фоторазведчик      | Для выполнения одиночных снимков и плановой съемки маршрутов был установлен аэрофотоаппарат АФА-АМ. Аэрофотоаппарат устанавливался в задней части фюзеляжа за кабиной пилота с выводом объектива в нижней части. Для эксплуатации при низких температурах был предусмотрен электрообогрев. Серийное производство начато в 1951 году. |
| Як-11У                   | Модификация Як-11 с установкой носовой стойки. |
| Як-11Т                   | Модификация Як-11У, оснащенная оборудованием слепого захода на посадку. Летчик мог посадить самолет в условиях любой видимости или полной ее отсутствии. Испытания проводились в 1952 году. Был изготовлен только один самолет. |

## Як-11У
Когда создавался Як-11, основу самолетного парка СССР составляли самолеты с хвостовым колесом. Однако с начала 1950-х годов ситуация стала резко меняться: в строй стали входить машины с носовой опорой шасси. Это потребовало изменения методики подготовки летного состава. В соответствии с новыми требованиями в 1951 году ОКБ-115 предъявило на испытания два модифицированных варианта: учебный Як-11У и тренировочный Як-11Т с трехколесным шасси. Последний отличался установкой оборудования истребителя. Обе машины имели худшую проходимость по мягкому грунту, по сравнению с предшественником. Вес пустой машины при этом возрос на 166 кг, а полетный, за счет меньшего запаса топлива, — на 60 кг. В этом же году ведущие инженер В. В. Светлов и летчик С. Г. Фролов провели государственные испытания, но самолет так и не получил широкого распространения, главным образом из-за худшей проходимости. Более того, тогда требовался уже реактивный учебно-тренировочный самолет. Построили лишь небольшую серию Як-11У на заводе в Чехословакии под обозначением C-11U.

## Эксплуатанты Як-11
- ВВС Австрии
- ВВС ГДР

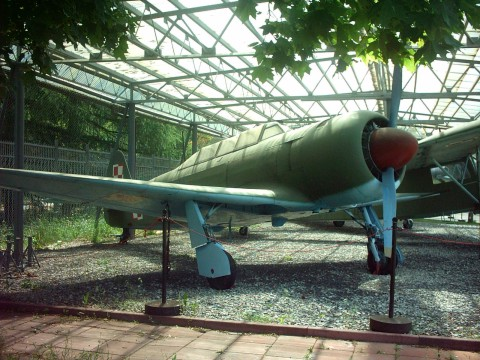
Let C-11 польских ВВС

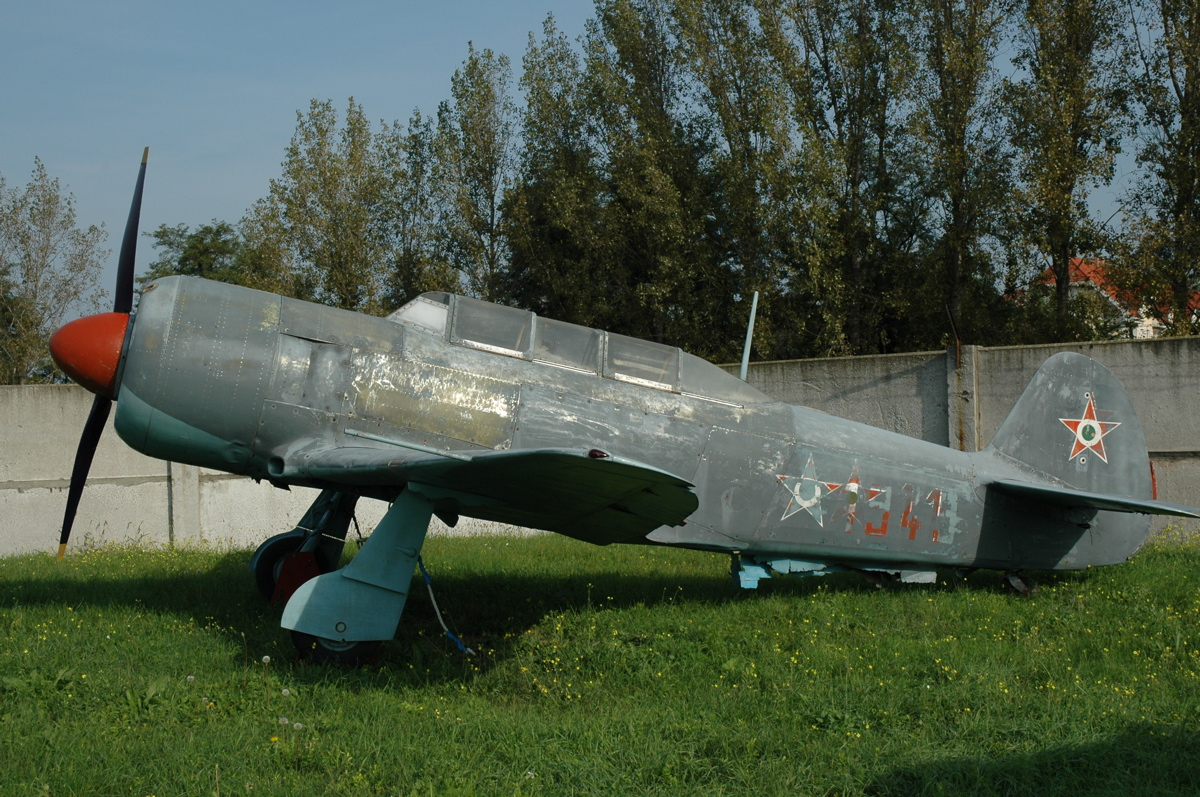
Let C-11 в музее ВВС Венгрии

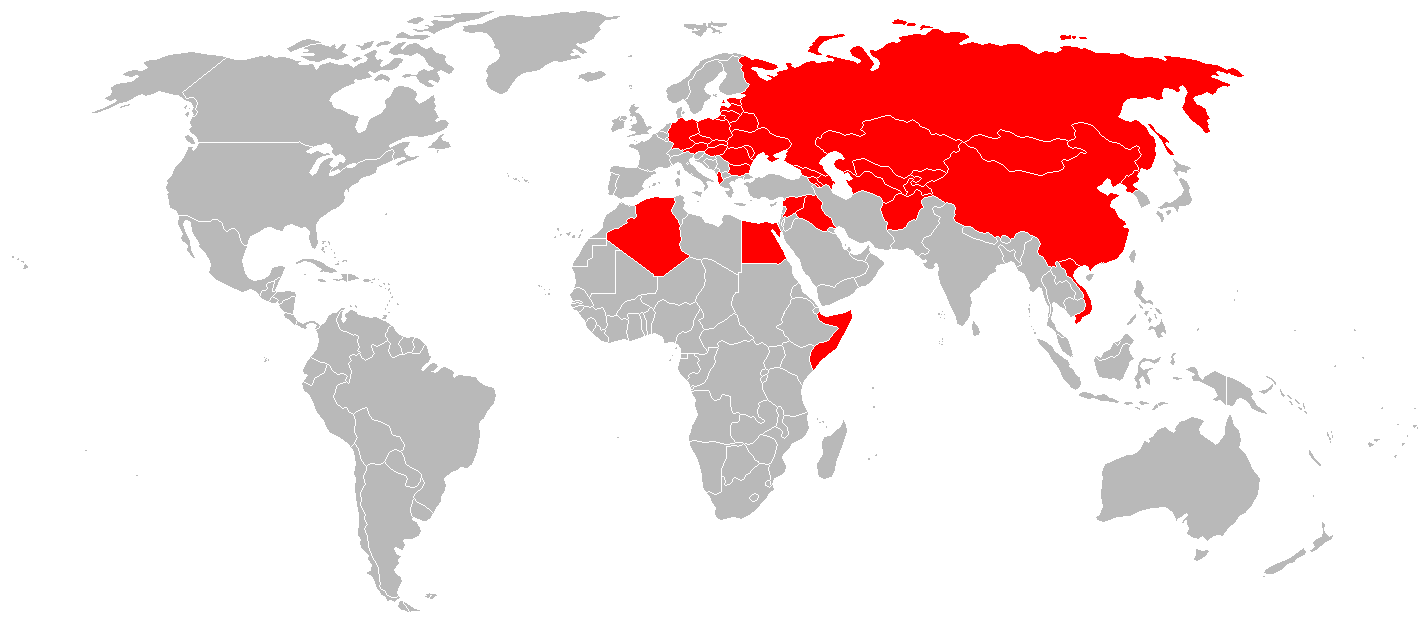
Страны, эксплуатировавшие Як-11

- Национальный воздушный корпус Афганистана — с 1958 года получил 14 самолётов
- ВВС Албании — эксплуатировали 4 самолёта Як-11
- ВВС Алжира
- ВВС Анголы — 6 в строю[когда?]
- ВВС Болгарии
- ВВС Венгрии
- ВВС Вьетнама
- Военно-воздушные силы Египта
- ВВС Йемена
- Военно-воздушные силы Китайской Народной Республики
- ВВС КНДР
- ВВС Монголии
- Объединённая германская команда — 2
- ВВС Польши — эксплуатировали 101 Як-11 советской постройки и 37 С-11 чехословацкой постройки
- ВВС Румынии
- ВВС СССР
- САВВС
- ВВС Сомали
- ВВС Чехословакии — производился фирмой Let Kunovice под названием Let C-11.

До наших дней в России сохранилось два экземпляра Як-11. На Западе количество уцелевших самолетов гораздо больше, есть среди них летающие образцы, но большинство из них подверглось значительным переделкам.

## Тактико-технические характеристики

### Технические характеристики
- Экипаж: 2 человека
- Длина: 8.50 м
- Размах крыла: 9.40 м
- Площадь крыла: 15.40 м²
- Масса
  - Пустого: 1854 кг
  - Максимальная взлётная масса: 2418 кг
- Двигатели: 1 ПД Швецов АШ-21
- Мощность: 1 × 700 л. с.

### Лётные характеристики
- Максимальная скорость: 456 км/ч
- Крейсерская скорость: 330 км/ч
- Дальность полёта: 1290 км
- Практический потолок: 7000 м

## Вооружение
- Стрелково-пушечное: один синхронизированный 12.7-мм пулемет УБС
- Бомбовая нагрузка: две бомбы от 25 до 100 кг
- Фотоаппаратура: фотокинопулемет ПАУ-22